# Loggerheads
Loggerheads es una parroquia civil y un pueblo del distrito de Newcastle-under-Lyme, en el condado de Staffordshire (Inglaterra).

## Geografía
Según la Oficina Nacional de Estadística británica, Loggerheads tiene una superficie de 47,88 km².

## Demografía
Según el censo de 2001, Loggerheads tenía 4193 habitantes (49,94% varones, 50,06% mujeres) y una densidad de población de 87,57 hab/km². El 18,39% eran menores de 16 años, el 74,31% tenían entre 16 y 74, y el 7,3% eran mayores de 74. La media de edad era de 41,7 años. Del total de habitantes con 16 o más años, el 19,84% estaban solteros, el 66,98% casados, y el 13,18% divorciados o viudos.
Según su grupo étnico, el 98,62% de los habitantes eran blancos, el 0,55% mestizos, el 0,5% asiáticos, el 0,17% negros, el 0,1% chinos, y el 0,07% de cualquier otro. La mayor parte (97,23%) eran originarios del Reino Unido. El resto de países europeos englobaban al 1,19% de la población, mientras que el 1,57% había nacido en cualquier otro lugar. El cristianismo era profesado por el 83,84%, el budismo por el 0,12%, el hinduismo por el 0,07%, el judaísmo por el 0,07%, el islam por el 0,19%, el sijismo por el 0,24%, y cualquier otra religión por el 0,12%. El 10,2% no eran religiosos y el 5,15% no marcaron ninguna opción en el censo.
Había 1686 hogares con residentes y 51 vacíos.